# Castell dels Cotta
El castell dels Cotta va ser un edifici defensiu de la ciutat de Legnano (Itàlia), construït al segle X que va prevenir d'atacs aquesta ciutat i la ruta cap a Milà fins que a finals del segle xiii un altre castell situat una mica més al sud, el castell dels Visconti el va superar en importància; llavors el dels Cotta va ser enderrocat i substituït per un palau de l'arquebisbe Leone de Perego, el qual va tornar a ser enderrocat al segle xx, ja que estava en mal estat i va ser substituït per un palau del mateix nom. L'esdeveniment més destacat en què va participar va ser la batalla de Legnano (29 de maig del 1176). Com a residència dels Cotta, va ser la seu del poder polític a la ciutat durant l'alta edat mitjana.

## Història
Al segle x es va veure la necessitat de construir una fortificació a Legnano per prevenir els atacs dels magiars. El primer nucli de l'edifici devia ser una torre de guaita, al voltant de la qual es va afegir una muralla. Al segle xi es va completar afegint una zona per ser habitada i ja tenia l'aspecte de fortalesa; després la muralla es va allargar fins a incloure les cases de tota la població.
Tenia planta rectangular de 22 m per 6,5 m i diverses estances que estaven destinades als soldats i al capità d'armes. Estava envoltat per un fossat dins el qual es van desviar part de les aigües de l'Olonella, un afluent de l'Olona. Les muralles tenien un gruix de gairebé un metre i van ser restaurades al segle xiii. En el mapa del Cadastre Teresià, que es va fer el 1722, es pot veure com la ciutat de Legnano encara conserva l'estructura típica d'època medieval i part de les muralles del castell encara es poden identificar avui dia seguint els carrers: Palestro, Giulini i Corridoni.
Entre finals del segle xiii i començaments del XIV el castell va ser enderrocat. En el Notitie Cleri Mediolanensi del 1398, un registre de les esglésies del ducat de Milà, consta que ocupant el lloc del castell estava el convent dels Humiliats i l'església de Santa Maria del Priorat; edificis que van ser enderrocats el 1953.
La gradual fortificació del castell va ser obra de la família Cotta. Els Cotta eren vassalls de l'arquebisbat de Milà i van participar en la lluita que aquest va mantenir contra el comtat del Seprio. Els primers Cotta que es van establir al castell van ser Amizio i el seu fill Erlembaldo, l'any 1014: tots dos feien d'ambaixadors imperials. És possible que part del territori de Legnano, amb el vist i plau de l'arquebisbat, estigués sotmès al pagament d'un feu als senescals del castell per al seu manteniment. Aquesta època es va caracteritzar per un constant augment del poder de l'arquebisbat que, a poc a poc, es va anar separant del poder imperial.

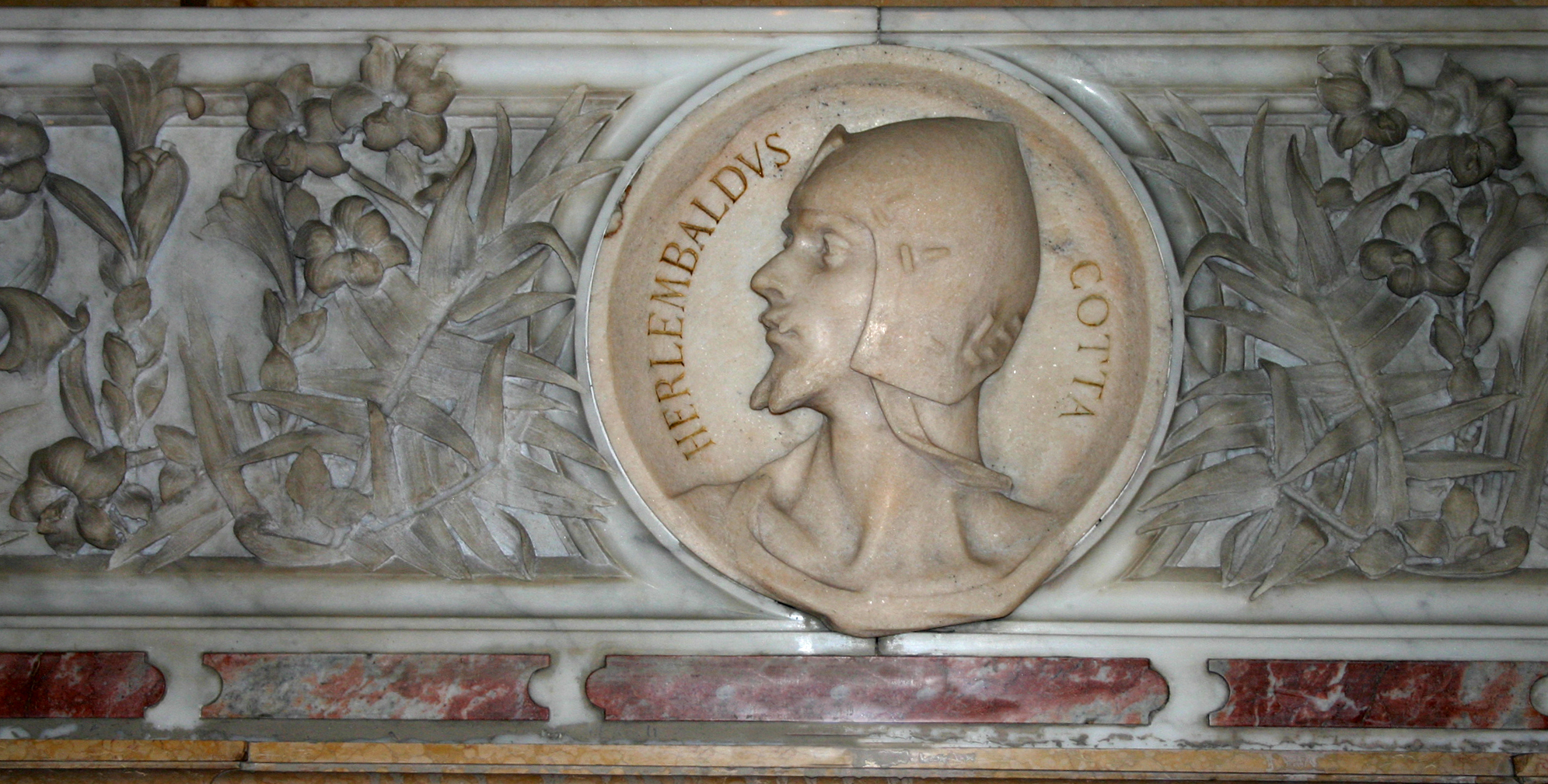
Efígie d'Erlembaldo II, a la basílica de sant Calimero de Milà.

Dos descendents d'Amizio i Erlembaldo, Landolfo i Erlembaldo II, van ser membres de la pataria, un moviment que va sorgir dins el si de l'Església milanesa que predicava la pobresa, especialment criticant el que passava en l'arquebisbat, on es practicava la simonia i s'acceptava el matrimoni o el concubinat dels sacerdots; aviat aquest moviment va ser etiquetat d'heretgia. El cap de la pataria, Arialdo, es va refugiar al castell dels Cotta, on va ser acollit per Erlembaldo II. Però un capellà el va delatar i els homes que treballaven per l'arquebisbe Guido da Velate se'l van endur. Precisament amb relació a aquesta història, apareix per primera vegada la ciutat de Legnano esmentada en un document, es tracta de la Sulla Historia Mediolanensis, escrita per Landolfo Seniore al segle xi.
En els anys següents la família Cotta desapareix dels annals i de les cròniques. A mitjan segle xii el poder sobre Legnano només l'exercia l'arquebisbat. Al segle xiii la família Visconti va construir un castell al sud de la ciutat, on abans hi havia un monestir dedicat a sant Jordi. Aquesta senzilla torre de vigilància anomenada castell dels Visconti, va passar tot seguit a mans de la família Della Torre que la van convertir en una gran fortificació. Després d'aquestes obres, el castell dels Cotta va perdre importància i funció, ja que la ciutat va anar creixent i el castell ja no quedava als afores sinó al centre.
En el lloc on va estar el castell dels Cotta, Leone de Perego, arquebisbe de Milà, es va fer construir un palau que el 1898 va ser demolit per ser substituït per l'actual palau del mateix nom. Al costat hi ha un altre palau dels Visconti; aquest conjunt d'edificis l'anomenen "Cort de l'arquebisbat".

## Importància estratègica
La presència d'un castell a Legnano està relacionada amb la funció estratègica de la ciutat, situada en una important via de comunicació que enllaçava amb Milà i el nord-oest de la Llombardia. La defensa de Legnano era important perquè, en cas de conquerir-la, podia constituir un fàcil accés a la zona nord-occidental del ducat de Milà per la vall de l'Olona. A l'edat mitjana Legnano, encara que formalment pertanyia al comtat del Seprio, de fet estava més relacionada amb Milà. Les dues ciutats estaven unides per un acord militar, la Lliga Llombarda, però aquest no era l'únic vincle que tenien, sinó que també hi havia una dependència econòmica: Legnano i altres ciutats venien els aliments que produïen al mercat de Milà.
Un altre lligam van ser els dos arquebisbes de Milà que van viure en aquesta ciutat i que tenien terres a la rodalia: Leone de Perego i Ottone Visconti. Ottone Visconti va establir la seva residència al castell dels Visconti perquè el trobava més segur que el palau arquebisbal, situat enmig de la ciutat. El castell dels Cotta, en canvi, era difícilment ampliable o de reforçar la seguretat, ja que per fer-ho s'haguessin hagut d'enderrocar els edificis del costat.
Durant la batalla de Legnano (1176) el castell dels Cotta va tenir una funció important, acollint a les tropes de la Lliga Llombarda durant les preparacions. Més tard va ser un dels presidis militars per als soldats capturats en aquella batalla.

## Estudis arqueològics

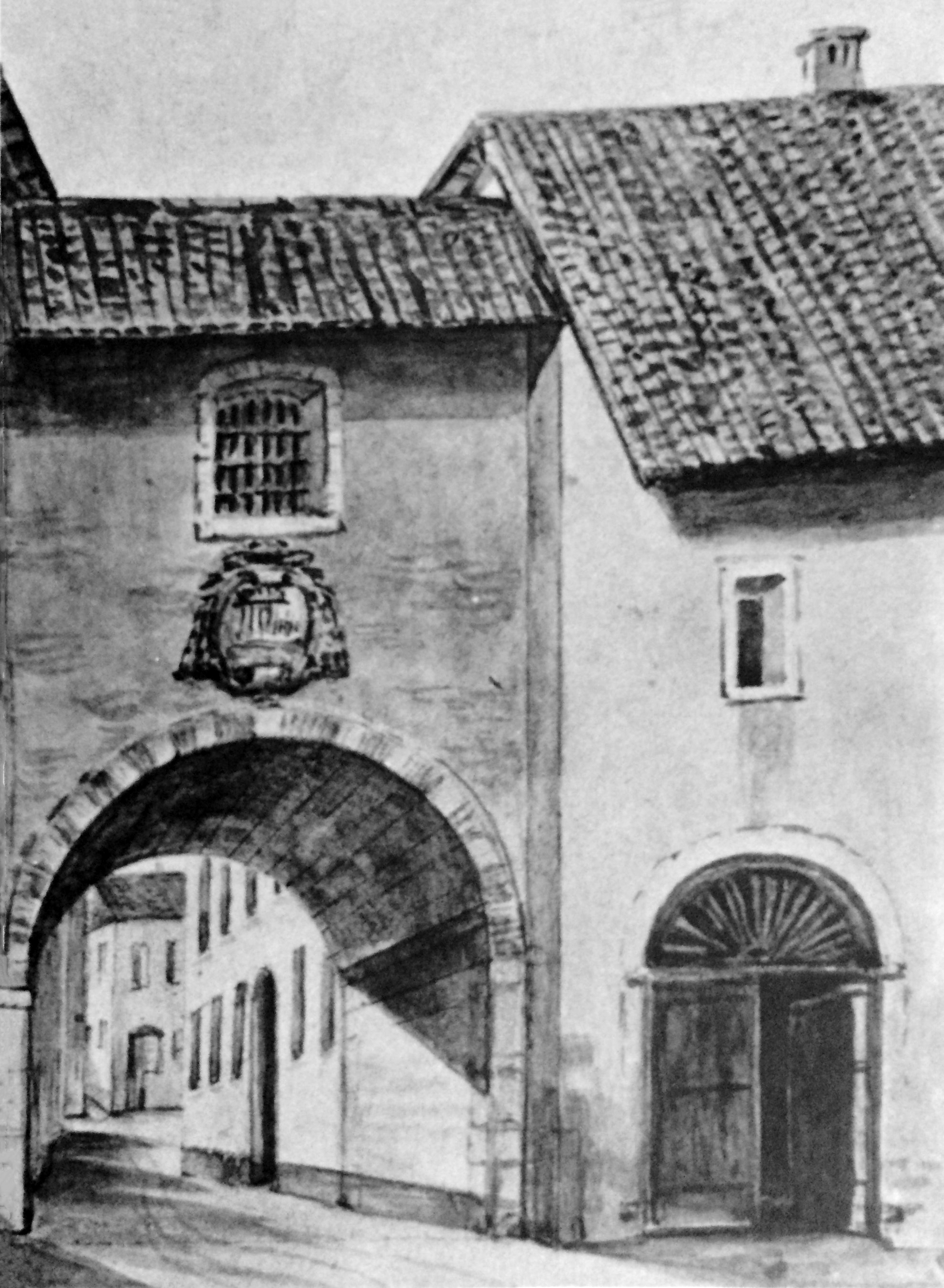
Una porta del castell integrada en el paisatge de la ciutat: la Porta di Sotto. Aquarel·la del 1875.

El 1951 es van enderrocar el convent dels Humiliats i l'església de Santa Maria del Priorat per guanyar espai en la construcció del nou palau. Guido Sutermeister va aprofitar l'ocasió per fer-ne estudis arqueològics i va descobrir els fonaments de l'antic castell i la seva muralla defensiva. A la part del castell que s'estenia sobre l'àrea adjacent a l'actual palau, no es van fer excavacions rellevants. Les restes arqueològiques de la ciutat medieval estan a 1,5 m sota el nivell actual del carrer.
A més dels fonaments del castell es van trobar les restes de la muralla i del fossat. Les muralles tenien dues portes: una es deia Porta di Sotto (porta de baix) i la van tombar el 1818, ja que era massa estreta i dificultava el pas dels carros dels pagesos, estava al sud, al carrer corso Magenta; l'altra estava al nord i es deia Porta di Sopra (porta de dalt) i no se n'han trobat vestigis, ja que probablement va ser la primera que van fer enderrocar molts anys enrere.
A l'alta edat mitjana Legnano tenia l'aspecte d'una ciutadella amb l'església de sant Salvador sobresortint en un extrem i el castell dels Cotta, que era la seu del poder polític, a l'altre extrem; enmig un grup de cases agrupades al voltant d'una plaça, i tot envoltat de muralles.